# Ronaldo Conceição
Ronaldo Conceição Silveira, mais conhecido como Ronaldo Conceição (Capão da Canoa, 3 de abril de 1987), é um futebolista brasileiro que atua como zagueiro. Atualmente joga no Fénix, do Uruguai.

## Carreira
Ganhou destaque jogando no Esportivo, o zagueiro foi levado por empresários para o futebol uruguaio, jogando no Nacional, e posteriormente, no River Plate do Uruguai, onde foi um dos destaques do time que foi até as semifinais da Copa Sul-Americana de 2009.

### Internacional
Em abril de 2010, foi anunciado como reforço do Internacional para a disputa da Libertadores e do Campeonato Brasileiro, sendo inscrito com a camisa 26. Porém, logo em sua estréia no Inter, pelo Brasileirão, Ronaldo Conceição rompeu o tendão de aquiles em jogada individual, ficando quatro meses parado para recuperação.

### Náutico
No dia 2 de janeiro de 2012, o zagueiro foi apresentado como novo reforço do Náutico.

### Atlético Mineiro
No dia 13 de junho de 2016, foi anunciado como novo reforço do Atlético Mineiro. O jogador foi indicado pelo técnico Marcelo Oliveira, a quem enfrentou na Copa Libertadores de 2016, quando atuava pelo River Plate do Uruguai.
Estreou pela equipe alvinegra na vitória por 5 a 3 sobre o Botafogo, no Mineirão, entrando no decorrer da partida.

## Títulos
Nacional
- Campeonato Uruguaio: 2008–09

Internacional
- Campeonato Gaúcho: 2011
- Copa Libertadores: 2010